# Vox Cinéma
Vox Cinéma est une chaîne de salles de théâtre et de cinéma opérant au Moyen-Orient et gérée par le groupe Majid Al Futtaim, basé aux Émirats arabes unis. Majid Al Futtaim possède 129 salles de cinéma aux Émirats arabes unis, au Qatar, au Liban , en Égypte , à Oman , à Bahreïn et en Arabie saoudite sous la marque VOX Cinemas.
Vox Cinéma au Mall of the Emirates est le projet phare avec 24 écrans - dont IMAX avec laser, un auditorium 4DX, une expérience cinématographique de luxe appelée « Theatre by Rhodes » et VOX Kids. Le complexe de 100 000 pieds carrés est considéré comme le plus grand du Moyen-Orient après sa relance le 28 septembre 2015.
Il est situé dans la nouvelle zone d'expansion du Mall of the Emirates Level 2 et se compose de 24 écrans. Ils ont quatorze sites aux Émirats arabes unis situés à Marina Mall, Yas Mall - Abu Dhabi, Mall of the Emirates, Deira City Centre, Mirdif, Ajman, Fujairah, Mercato Mall, BurJuman, Al Shindagha, Cineplex at Hyatt, Al Hamra Mall et VOX. En plein air au centre commercial Galleria. Fox possède également 44 écrans dans le Sultanat d'Oman, 15 écrans au centre-ville de Beyrouth et 21 écrans au Mall of Egypt,,,.